# 李完用
李 完用（り かんよう、イ・ワニョン、リ・ワニョン、이완용、리완용、1856年7月17日（旧暦咸豊6年6月7日） - 1926年2月12日）は、李氏朝鮮末期から大韓帝国期にかけての政治家。勲等は大勲位。爵位は侯爵。大韓帝国の内閣総理大臣、大日本帝国の朝鮮総督府中枢院副議長などを歴任した。甥に韓相龍。

## 生涯
京畿道広州郡楽生面柏峴里（現：城南市盆唐区）に生まれた。光緒9年（1883年）に科挙に合格し、光緒13年（1887年）からアメリカ合衆国で3年間の海外勤務を経験した後、国際派の政治家として頭角を現す。
開国504年（1895年）の閔妃暗殺事件（乙未事変）の後、同年11月28日に、大院君派の政権打倒の為のクーデターを親露派、親米派勢力の李範晋、李学均、李允用などと画策するが失敗に終わり、在米公館に逃げ込む。建陽元年（1896年）に高宗がロシア公館に逃げ込む露館播遷を成功させ、金弘集政権を瓦解させた後に外部大臣（外務大臣）に就任した。
翌年には学部大臣（文部大臣）になるが、ロシア公使ウェーベルと対立し、地方に転出された。光武5年（1901年）には中央に戻り、親米派の立場をとって親日勢力を圧迫するが、光武8年（1904年）の日露戦争を境に日本寄りの態度を取るようになる。
光武9年（1905年）、学部大臣だった李完用は第二次日韓協約の調印に賛成し、これを推進した。これに賛同した5大臣は反対派により乙巳五賊に数えられている。
光武11年（1907年）、韓国統監伊藤博文の推薦により内閣総理大臣に就任。同年6月の高宗が起こしたハーグ密使事件に際しては日本側に立って退位を進めた。これを推進した7大臣は後に丁未七賊に数えられている。高宗は伊藤博文に「大臣しきりに朕に譲位を進めて止まず、総督の意いかに」と質問し、伊藤は「外臣たる統監は貴皇族の事に関して、断じて喙を容るる（口をはさむ）権利も義務も持っておりませぬ」と確答して余事を述べずに退出し、高宗は退位した。また第三次日韓協約の成立にも重要な役割を担った。その後徳寿宮での純宗の陳賀式に出席している際に自邸が焼き討ちを受け、李完用は「この位の事はかねがね覚悟している。古い家が焼ければ、新しい家を作れるが、ただ無益の騒動で、尊い人命を殺傷するのがいかにも残念だ」と述べた。
隆熙3年（1909年）12月22日、明治町のフランス教会である明洞聖堂でベルギー国王レオポルド2世崩御の哀悼ミサに参列した際、警官に護衛されて帰る時に、キリスト教徒であり、反対勢力が送り込んだ刺客の李在明に襲われた。李完用は人力車上にあり、飛び乗った暴漢にまず左肩部を刺され、驚いて降りてさらに腰部を刺された。最初の一撃は肺に達するほどの深手で、次も腎臓を損傷する重傷であったが、大韓医院院長菊池常三郎の処置で奇跡的に一命をとりとめた。
日韓併合問題が迫ると離職休養を望んだが、後継を朴斉純（内部大臣）と趙重応（農商工部大臣）が拒否したため、引き続き留任。
隆熙4年（1910年）8月13日に韓国統監寺内正毅から韓国併合の内容を伝えられた場で、李完用は大体の内容を承諾したが「旧例に従い韓帝を大公ではなく王と称し、また韓国を朝鮮という旧称にあらためること。」を要求し、それを認められた。
8月21日に韓国統監府承認のもと、純宗から全権委員に任命され、22日に韓国併合ニ関スル条約（日韓併合条約）を調印した。この事から後に庚戌国賊に数えられるようになった。
明治43年（1910年）10月7日、日本の下で伯爵の爵位（朝鮮貴族）を与えられた。大正9年（1920年）には陞爵して侯爵となった。大正15年（1926年）には大勲位菊花大綬章を授与されている（李王家以外の朝鮮人では戦前唯一の授与）。そのほか、大正4年（1915年）11月10日には、大礼記念章が授与されている。
大正15年（1926年）、肺炎により死去した（李在明に襲撃された際に片方の肺の機能を失っており、この事が原因とされている）。なお、完用の息子である李恒九は、大正13年（1924年）2月11日に従四位勲二等男爵に叙されており、李男爵家として既に分家していた。そのため、完用の爵位は、孫の李丙吉により継承された。
死後は全羅北道益山郡朗山面に埋葬されたが、死後は売国奴としての汚名をかぶり、墓が荒らされる事があった。韓国独立後（埋葬地は韓国支配地域）の1979年に子孫により墓は撤去された。遺骨の扱いについては不明。

## 評価

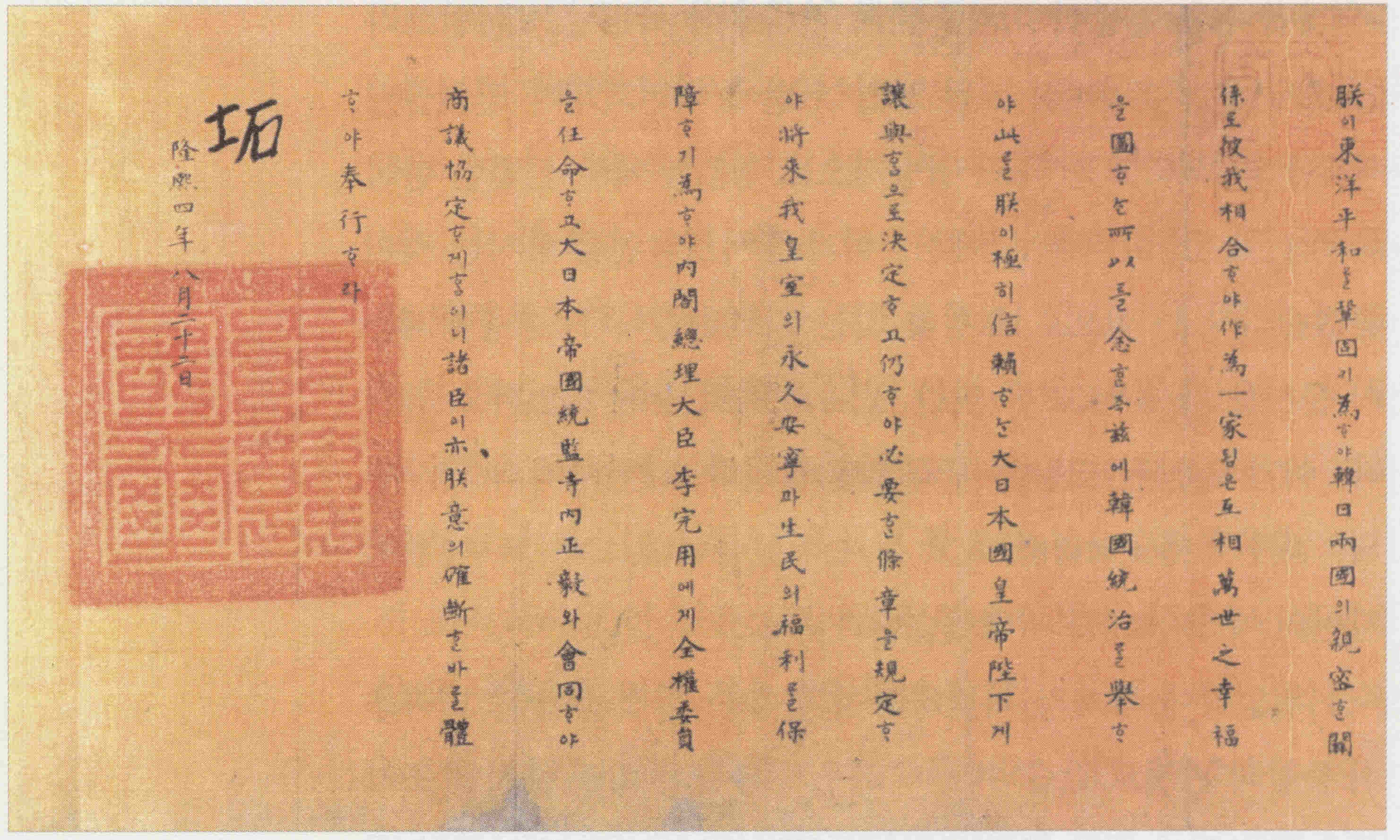
大韓帝国皇帝純宗による全権委任状（1910年8月22日）

韓国・北朝鮮において李完用の名は親日派（チニルパ/チンイルパ）、売国奴の代名詞とさえなっている。李完用は、乙巳五賊、丁未七賊、庚戌国賊の全てに入っている唯一の人物である。
韓国政府によって公式にも親日反民族行為者に認定されている。
韓国の政治家が日本側と何らかの妥協を模索する際にも、「李完用と言われても構わない」といった発言が行われる等、引き合いに出されることがある。
2005年に韓国において親日反民族行為者財産の国家帰属に関する特別法が公布された際にも、親日反民族行為者財産調査委員会は、李完用を含む親日派9人の子孫から土地を没収し、韓国政府に帰属させる旨の決定を下された。
李完用は韓国の将来を考え、自主独立への道を模索していたといわれる。独立協会の創設者の一人になっていたが、日本に近づくも日本語を決して学び、話すことはなかった（日本人との会話では英語を使用した）。独立新聞の記事にも、李完用を批判する記事は一つも掲載されていない。
また、当時から書道家としても評価が高かった。著書に『一堂紀事』（一堂紀事出版所、1927年）がある。
併合反対派からは併合の元凶と看做され非難されたが、同時に彼への同情や、共感も存在していた。それを表すエピソードとして、葬儀は国葬でもないにもかかわらず、葬列が数キロに達したという。李恒九によると父李完用は気前が良く、いろいろな縁故を頼って訪ねてきたものを手ぶらで帰したことがなかったという。

## 爵位
- 1910年（明治43年）10月7日 - 伯爵[16]
- 1920年 - 侯爵

## 栄典
- 1915年 - 大礼記念章
- 1925年（大正14年）10月1日 - 従二位[17]
- 1926年（大正15年）2月12日 - 正二位[18]
- 1926年（大正15年）2月12日 - 大勲位菊花大綬章[19]